# Matthias Biskupek
Matthias Biskupek (* 22. Oktober 1950 in Chemnitz; † 11. April 2021 in Rudolstadt) war ein deutscher Schriftsteller, Publizist und Literaturkritiker.

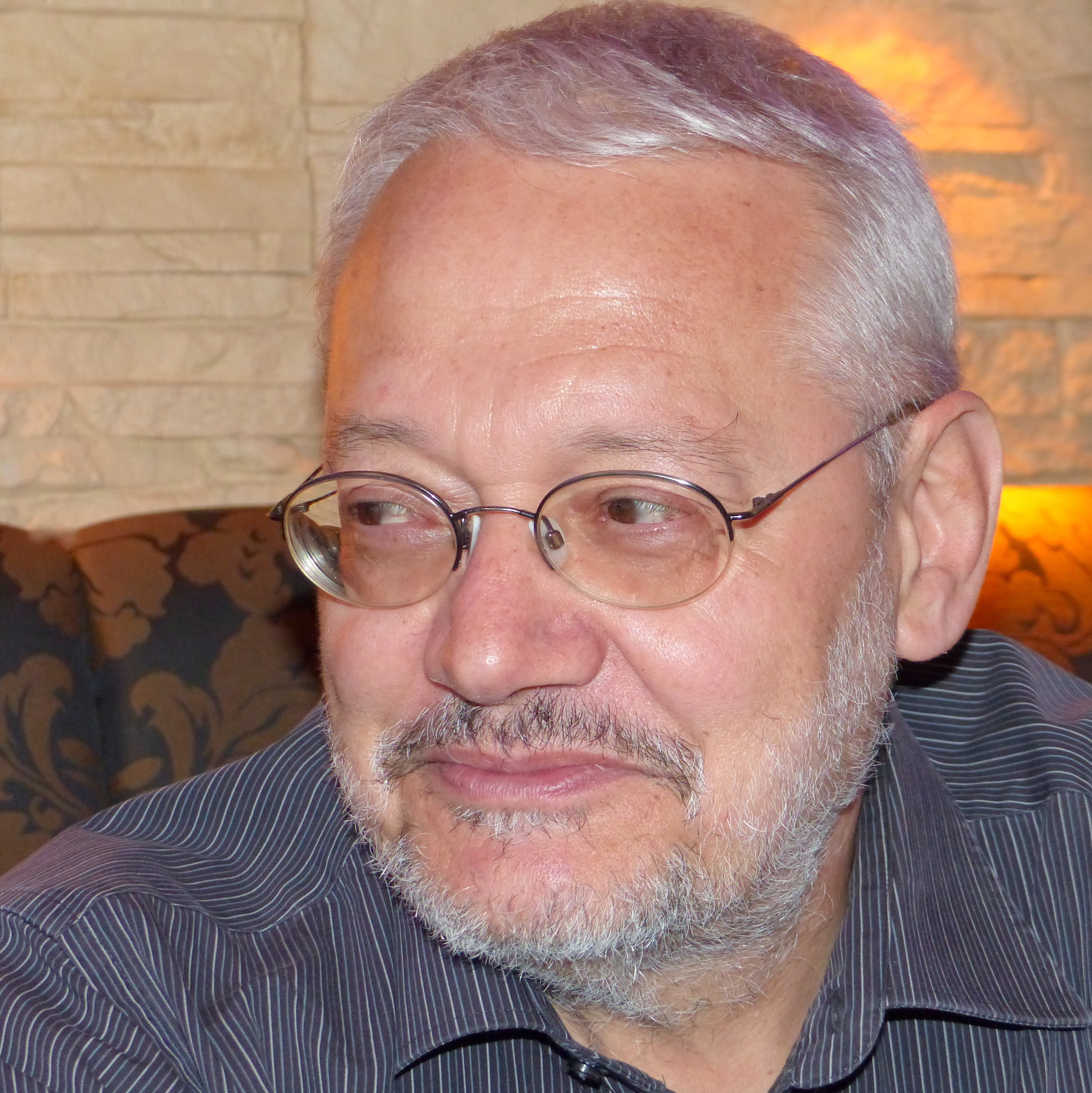
Matthias Biskupek (2017)

## Leben
Matthias Biskupek wuchs mit zwei Brüdern und einer Schwester in der sächsischen Kleinstadt Mittweida auf. Sein Vater war Lehrer, geboren 1920 in Breslau, seine Mutter Angestellte, geboren 1923 in Leipzig.
Er besuchte in Mittweida zunächst die Fichte-Schule, dann die Erweiterte Oberschule „Erich Weinert“. Gleichzeitig machte er eine Lehre als Maschinenbauer bei der Roscher & Eichler KG Altmittweida. Abitur und Facharbeiterbrief schloss er 1969 ab. Anschließend studierte er technische Kybernetik und Prozessmesstechnik an der Technischen Hochschule Magdeburg. Sein Studium schloss er 1973 mit einer Diplomarbeit zur digitalen Weg- und Winkelmessung ab. Von 1973 bis 1976 war er als Systemanalytiker und zeitweise auch als Maschinenfahrer im Chemiefaserkombinat Schwarza bei Rudolstadt tätig.
Während der Schul- und Studienzeit besuchte Biskupek verschiedene literarische Zirkel, so an der TH Magdeburg bei Wolf Dieter Brennecke. 1974/75 arbeitete er im Arbeitskreis Literatur in Neulobeda mit. In den folgenden Jahren nahm er mehrfach am Schweriner Poetenseminar teil, in den achtziger Jahren auch als Seminarleiter. Nach abschlägigem Bescheid vom Leipziger Literaturinstitut arbeitete er seit 1976 am Theater Rudolstadt, zunächst als Regieassistent, später als Dramaturg, zeitweilig auch als Bühnentechniker, Programmheftzeichner, Inspizient und Kleindarsteller. In dieser Zeit führte ihn ein Studienaufenthalt (1978) in einen Geraer Elektronikbetrieb. Von 1979 bis 1983 war er Dramaturg und Texter am Geraer Kabarett Fettnäppchen. Dort betreute er ein Dutzend Programme, für die er auch textete und von denen die Hälfte zur Aufführung kam. 1981/82 belegte er einen Sonderkurs am Leipziger Literaturinstitut. Seit 1983 lebte er freischaffend in Rudolstadt.
In der Zeitschrift Temperamente: Blätter für junge Literatur (Verlag Neues Leben, Berlin) wurden zwischen 1978 und 1983 mehrere seiner Texte veröffentlicht.
Zwischen 1985 und 1991 reiste Biskupek häufig nach Estland, 1987 hielt er sich mehrere Wochen in München und Köln auf. Dort recherchierte er für eine Karl-Valentin-Biographie, die 1993 erschien. Seit 1990 führten ihn Lesungen, Ausstellungseröffnungen und Vorträge unter anderem nach England, Polen, Finnland, Japan sowie in die Schweiz und die USA.
1993 war er Kreisschreiber in Neunkirchen/Saar. 1997 bekam er ein Aufenthaltsstipendium für das Künstlerhaus Schloss Wiepersdorf, 2000 das Casa-Baldi-Stipendium der Deutschen Akademie Rom in Olevano Romano. Den Walter-Bauer-Preis erhielt er 2016.
Von 1982 war er Kandidat, ab 1985 bis zu dessen Auflösung Mitglied des Schriftstellerverbandes der DDR, in dem er 1990 der letzte Vorsitzende des Bezirksverbandes Gera war. Anfang der 1990er Jahre war er Vorsitzender des Landesverbandes Thüringen im Verband deutscher Schriftsteller (VS). Zeitweilig war er auch Vorsitzender der Literarischen Gesellschaft Thüringen in Weimar und Sprecher des Thüringer Literaturrats. Er war Mitglied des Friedrich-Bödecker-Kreises Thüringen und des PEN-Zentrums Deutschland, dessen Schatzmeister er von 2011 bis April 2017 war. Er kandidierte nach Ablauf der sechs Jahren nicht mehr für dieses Amt.
Er schrieb Romane, Geschichten, Kabaretttexte, Feuilletons und Features für den Rundfunk, in den 1980er Jahren auch Treatments für die DEFA, die jedoch nie zum Film gediehen. Er war zudem als Publizist und Literaturkritiker tätig, so von 1978 bis zu deren Ende 1993 bei der Berliner Wochenschrift Die Weltbühne, ab 1998 bei Ossietzky, einer der beiden Nachfolgezeitschriften, deren Mitherausgeber er seit August 2015 war. Von 1982 bis 2012 schrieb er monatliche Buchkolumnen für das Satireblatt Eulenspiegel, danach war er gelegentlicher Mitarbeiter. Daneben arbeitete er für Tageszeitungen und produzierte Features für Deutschlandradio Kultur und den Mitteldeutschen Rundfunk.

## Publikationen
- Meldestelle für Bedenken. Geschichten. Satiren und Grotesken. Eulenspiegel-Verlag, Berlin 1981.
- Leben mit Jacke. Geschichten.  Eulenspiegel-Verlag, Berlin 1985.
- Der Bauchnabel und andere schöne Mittelpunkte einer Reise zu zweit. Mitteldeutscher Verlag, Halle/Leipzig 1986.
- Veröffentlichtes Ärgernis. Satiren & Glossen Eulenspiegel-Verlag, Berlin 1987.
- Streitfall Satire. Essay. Mit Mathias Wedel, Mitteldeutscher Verlag, Halle/Leipzig 1988.
- Blumenfrau und Filmminister. Ein Estland-Mosaik. Reportage. Verlag Tribüne, Berlin 1988.
- Die Abenteuer der Andern. Geschichten. Eulenspiegel-Verlag, Berlin 1990.
- Wir Beuteldeutschen. Satiren. Glossen & Feuilletons, Eulenspiegel-Verlag, Berlin 1991.
- Buch im Korb. Bilder aus dem Leseland Unabhängige Verlagsbuchhandlung Ackerstraße, Berlin 1992.
- Das Fremdgehverkehrsamt. Satirische Feuilletons, Verlag Weißer Stein, Greiz 1992.
- Es sind alle so nett. Szenen. Lieder und Monologe aus dem Kabarett der Eidgenossen Hrsg. mit Gudrun Piotrowski. Henschelverlag, Berlin 1993.
- Karl Valentin – Eine Bildbiographie. Gustav-Kiepenheuer-Verlag, Leipzig 1993.
- Der Blick von draußen. Beobachtungen des Kreisschreibers Matthias Biskupek im Saarland.  Neunkirchen (Saar) 1994.
- Biertafel mit Colaklops. Satirische Zutaten von Claudia bis Kanada. Eulenspiegel – Das Neue Berlin, Berlin 1995.
- Der Quotensachse. Vom unaufhaltsamen Aufstieg eines Staatsbürgers sächsischer Nationalität. Roman. Gustav-Kiepenheuer-Verlag, Leipzig 1996.
- Schloss Zockendorf. Eine Mordsgeschichte. Gustav-Kiepenheuer-Verlag, Leipzig 1998.
- Die geborene Heimat. Spöttische Lobreden. Hrsg. von Wulf Kirsten. Hain-Verlag, Rudolstadt/Jena 1999.
- Wetterbericht. Humoresken. Mit 22 Illustrationen von Peter Gaymann. Gustav-Kiepenheuer-Verlag, Leipzig 2002.
- Was heißt eigentlich „DDR“? Böhmische Dörfer in Deutsch & Geschichte. Eulenspiegel – Das Neue Berlin, Berlin 2003.
- Urlaub, Klappfix, Ferienscheck – Reisen in der DDR. Zus. mit Mathias Wedel, Eulenspiegel – Das Neue Berlin, Berlin 2003.
- Horrido, Genossen! Geschichten. Eulenspiegel – Das Neue Berlin, Berlin 2004.
- Der soziale Wellensittich  – Die grauenhafte aber erbauliche Geschichte vom Zusammenleben eines intelligenten Vogels mit einem von der Gesellschaft permanent überforderten Schriftsteller. Mit tierisch einfühlsamen Bildern des Ornithologen Ioan Cozacu, Gattungsname Nel-Verlag Individuell, Schöneiche b. Berlin 2005.
- DIE GEBALLTE LADUNG – Das war 2005. Hrsg. H. de Jattens, mit Texten u. a. von Wolfgang Brenner, Wiglaf Droste, Peter Ensikat, Jess Jochimsen, Dietrich Kittner, Lothar Kusche, Steffen Mensching, Michael Rudolf, Giannina Wedde, Mathias Wedel und M. B., Eulenspiegel Das Neue Berlin, Berlin 2005.
- Das kleine DDR-Lexikon – Von Haushaltstag bis Reisekader. Piper, München 2006.
- Streifzüge durch den Thüringer Kräutergarten. Faber & Faber, Leipzig 2007.
- Lob des Kalauers und andere Für- und Widerreden – Essays aus zehn Jahren. Quartus-Verlag, Bucha bei Jena 2007.
- Eine moralische Anstalt. Roman mit richtigen Requisiten, letzten Vorhängen und Theaterblut. Eulenspiegel-Verlag, Berlin 2007.
- Das Glück des richtigen Geldes und weitere Schlaglichter aus zwei Jahrzehnten seit der Wende. Text-Bild-Band, Sutton Verlag, Erfurt 2009.
- Das Halsband der Königin. edition burgart, Rudolstadt 2010.
- Rose Schwartz und die Folgen. NORA-Verlag, Berlin 2012.
- Der Rentnerlehrling. Meine 66 Lebensgeschichten. Mitteldeutscher Verlag, Halle (Saale) 2015.
- Des Dichters Fluch. Dreiunddreißig Gedichte. Sprüche und Lieder aus vier Jahrzehnten. Quartus-Verlag, Bucha bei Jena 2015.
- Du mit Deiner frechen Schnauze – Renate Holland-Moritz. Anekdoten und Briefe herausgegeben von Reinhold Andert und Matthias Biskupek, Quintus Verlag, Berlin 2019.
- Das literarische Rudolstadt. Rudolstädter Schriften, Band 1. Herausgegeben von der Stadt Rudolstadt. Reihenkonzept und Redaktion: Jens Henkel, Koordinierung: Petra Rottschalk, Verlag Stadt Rudolstadt, Rudolstadt 2020.
- Frank Quilitzsch, Martin Straub, Landolf Scherzer (Hrsg.) Worte ohne Verfallsdatum - Aus dem Online-Tagebuch 2008–2021, THK-Verlag, Arnstadt, 2022.